# Ярошик
Яро́шик — село в Україні, у Генічеській міській громаді Генічеського району Херсонської області. Населення становить 309 осіб.

## Населення

### Мова
Розподіл населення за рідною мовою за даними перепису 2001 року:
| Мова            | Кількість | Відсоток |
| --------------- | --------- | -------- |
| українська      | 230       | 74.43%   |
| російська       | 72        | 23.30%   |
| вірменська      | 3         | 0.97%    |
| циганська       | 2         | 0.65%    |
| інші/не вказали | 2         | 0.65%    |
| Усього          | 309       | 100%     |

## Історія
12 червня 2020 року, відповідно до Розпорядження Кабінету Міністрів України № 726-р «Про визначення адміністративних центрів та затвердження територій територіальних громад Херсонської області», увійшло до складу Генічеської міської громади.
17 липня 2020 року, в результаті адміністративно-територіальної реформи та ліквідації  колишнього Генічеського району увійшло до складу новоутвореного Генічеського району.
Село тимчасово окуповане російськими військами 24 лютого 2022 року.